# Salla (duc)
Pour les articles homonymes, voir Salla.

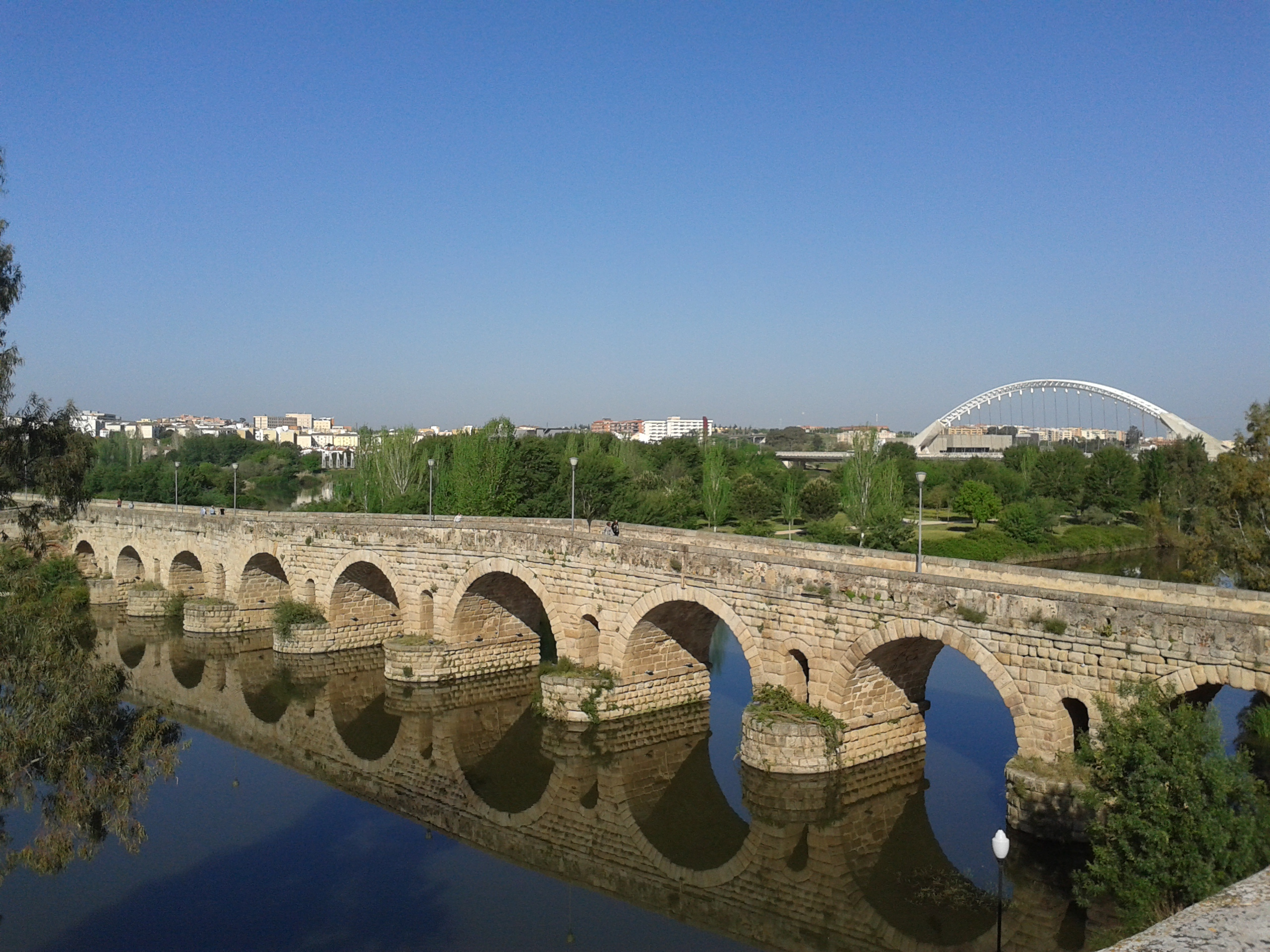
Vue du pont romain de Mérida en 2014.

Salla (fl. 466–483) est le nom d'un dux wisigoth, contemporain des rois Théodoric II (453–466) et Euric (466–484).
Pour E. A. Thompson, Salla est un Goth tandis qu'Herwig Wolfram, citant Karl Friedrich Stroheker (de), en fait un Romain entré au service du royaume wisigoth de Toulouse.
Son nom apparaît dans la chronique d'Hydace de Chaves qui indique qu'en 466, Théodoric II envoya à Rémismond, roi des Suèves, le légat Salla qui, à son retour en Gaule, découvre que Théodoric a été assassiné par son frère Euric, qui s'est emparé du pouvoir.
En 483, on retrouve Salla dans la capitale de l'ancienne province romaine de Lusitanie, Emerita Augusta (l'actuelle Mérida), où il restaure les murailles et le pont de la ville, en collaboration avec l'évêque Zénon, comme en témoigne l'inscription gravée en latin sur ce pont et datée de l'an 521 de l'Ère d'Espagne, c'est-à-dire l'an 483 de l'Ère commune :
Solberat antiquas moles ruinosa vetustas,

Lapsum et senio ruptum pendebat opus.

Perdiderat usum suspensa via p(er) amnem.

Et liberum pontis casus negabat iter.

Nunc tempore potentis Getarum Ervigii (Eurici) regis,

Quo deditas sibi precepit excoli terras,

Studuit magnanimus factis extendere n(o)m(e)n,

Veterum et titulis addit Salla suum.

Nam postquam eximiis nobabit moenib(us) urbem,

Hoc magis miraculum patrare non destitit.

Construxit arcos, penitus fundabit in undis.

Et mirum auctoris imitans vicit opus.

Nec non et patrie tantum cr<e>are munimen

Sumi sacerdotis Zenonis suasit amor.

Urbs Augusta felix mansura p(er) scla. longa

Nobate studio ducis et pontificis. era DXXI.
Cette inscription constitue le premier témoignage de la coopération entre les Wisigoths, nouveaux maîtres d'une grande partie de la péninsule Ibérique depuis la disparition de l'Empire romain d'Occident (476), et les évêques hispano-romains.
Selon José Orlandis (es), le dux Salla était le gouverneur militaire de Mérida, alors sous domination wisigothique.
es:Salla